# Packard Six
El Packard Six (por Packard 6 cilindros en inglés) es un automóvil de lujo del fabricante estadounidense Packard. Se produjeron distintos Packard con la denominación Sixentre 1912 y 1942, todos ellos variantes con el motor de seis cilindros en línea de otros modelos de más potentes de la firma, como los Packard Twin Six, Packard Eight, Packard Super Eight, Packard Twelve y Packard Clipper.

## Historia

### Packard Dominant Six (1912-1915)
Packard comercializó el primer modelo de automóvil de lujo estadounidense de 6 cilindros en 1912. Se lanzó al mercado con varios tamaños de bastidor, tipos de carrocería, potencias de motor y bajo varios nombres: "Packard Six", "Packard Dominant Six", "Packard Six-48", "Packard 1248" o "Packard 48". El Packard Twin Six (con un motor V12, Double Six, de 6,8 litros) sustituiría al Six entre 1916 y 1923.

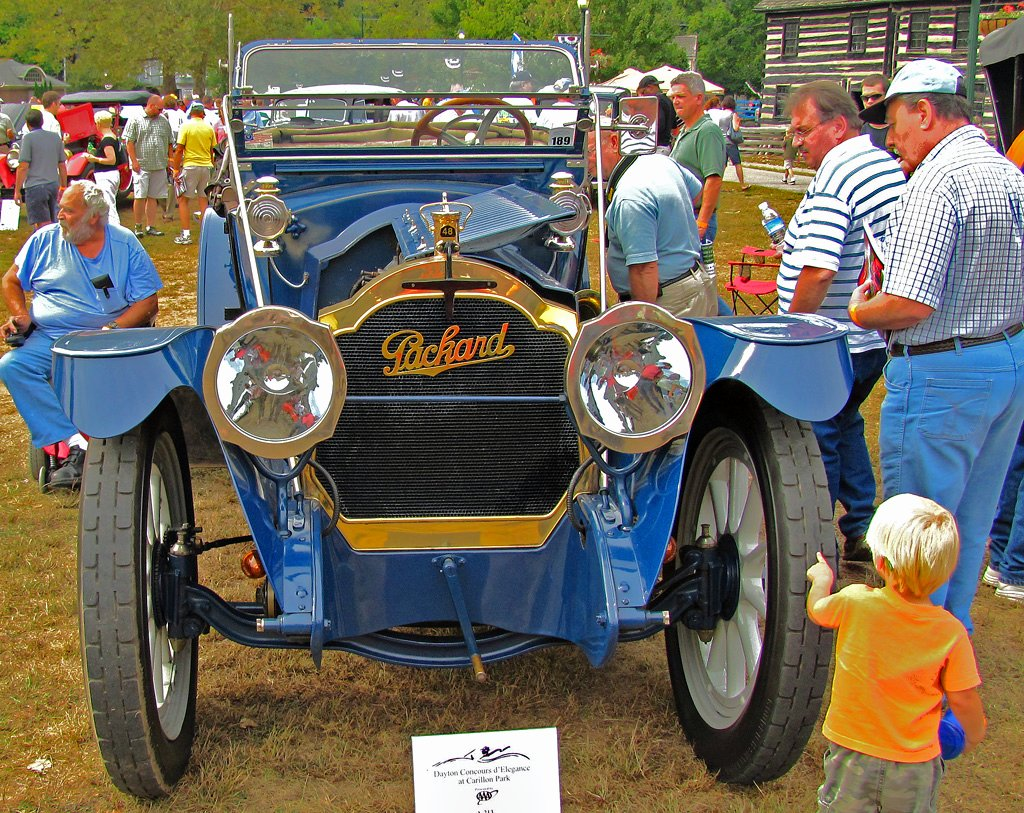
Packard Six 4-48 Runabout (1914)
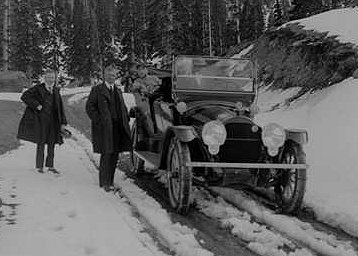
Packard Dominant Six Cabriolet (1913)
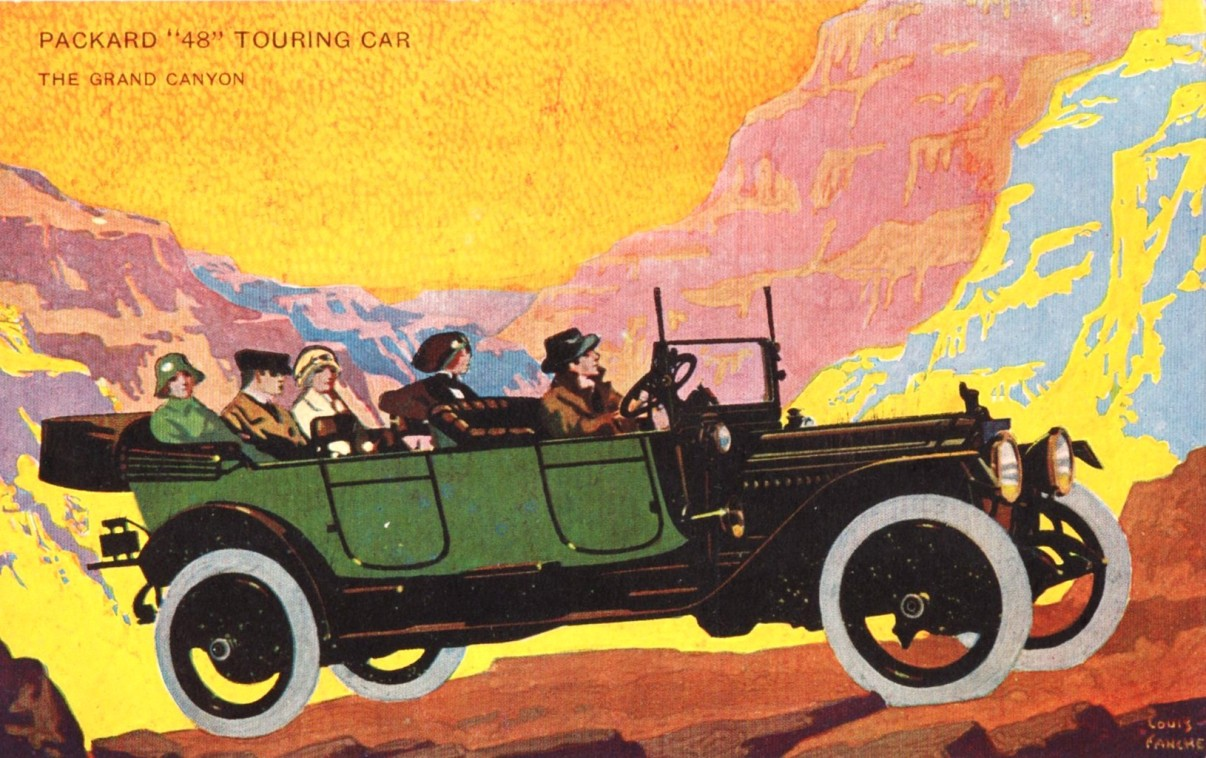
Packard Dominant Six 48 Touring (1914)

### Packard Single Six (1920-1928)
El modelo se presentó con el nombre de "Packard Single Six", con una amplia gama de estilos de carrocería (Berlina, Sedán, Limusina, Turismo, Cupé, Roadster, Deportivo, Camioneta ...) y potencias del motor. Tenía una caja de cambios manual de tres velocidades parcialmente sincronizada, con frenos mecánicos en las cuatro ruedas. El modelo dejó de producirse en 1929, después de haber vendido 107.443 unidades en 4 años.

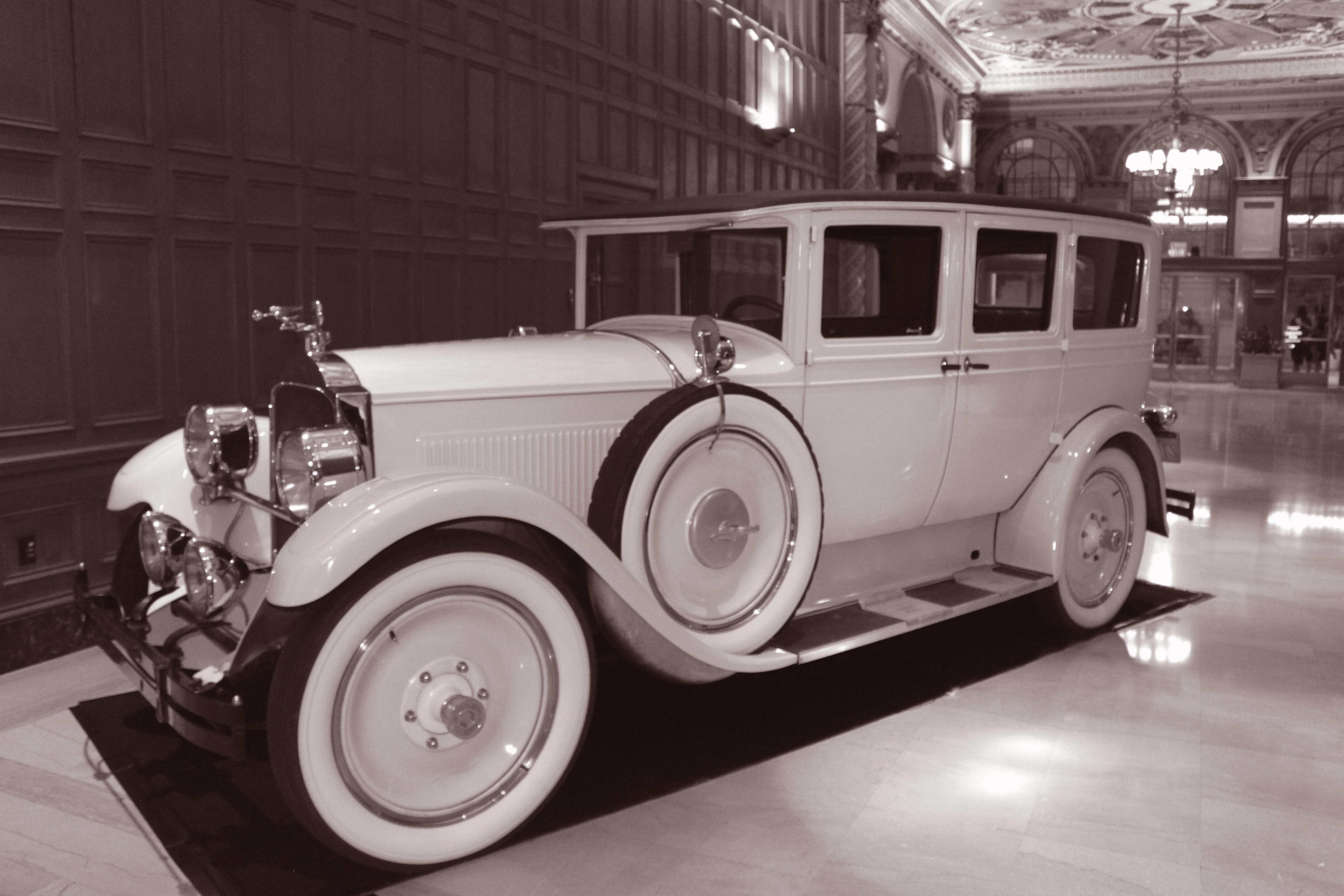
Packard Sénior 426 Touring Sedán (1927)
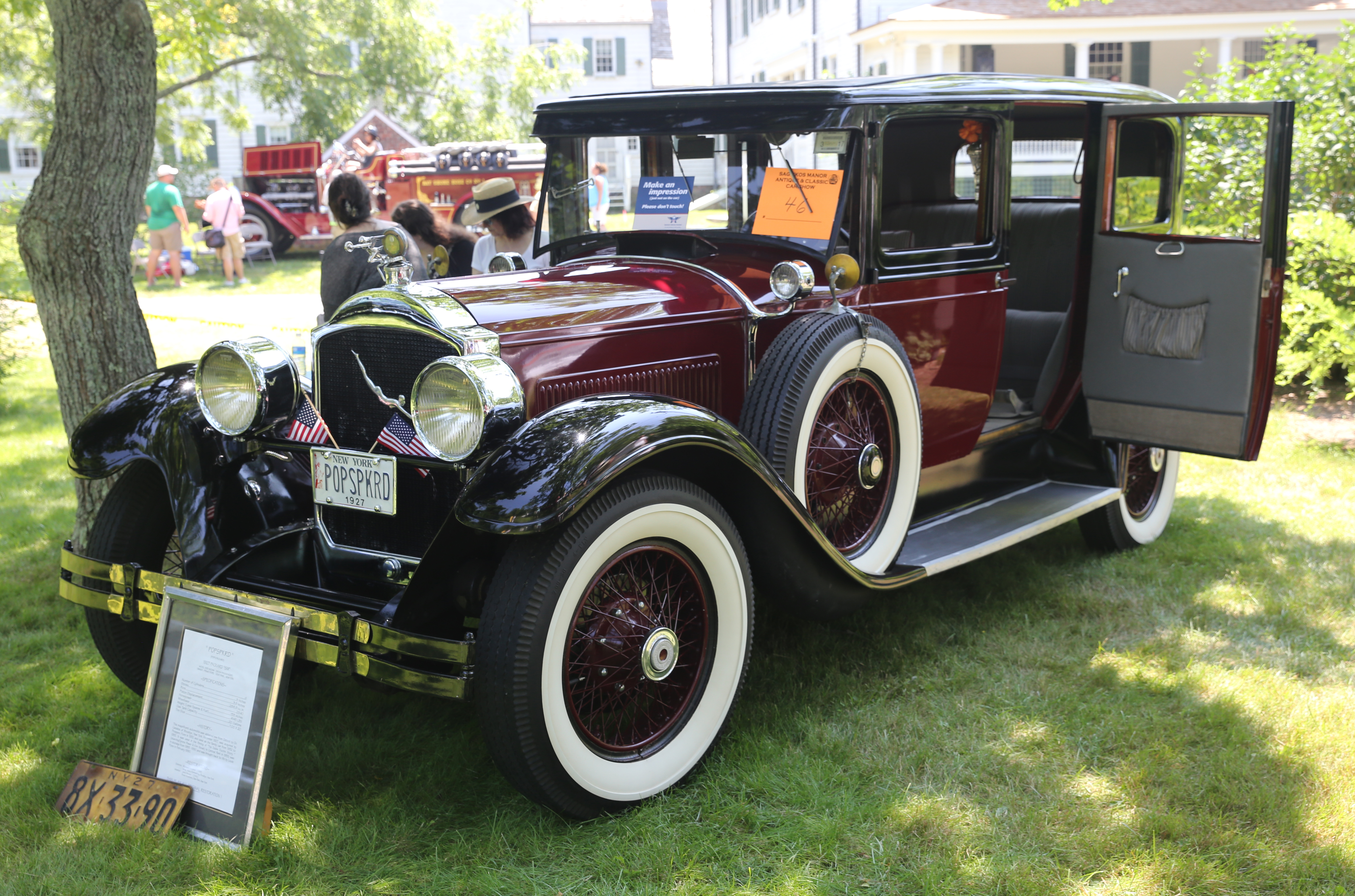
Packard Six 533 Sedán (1927)
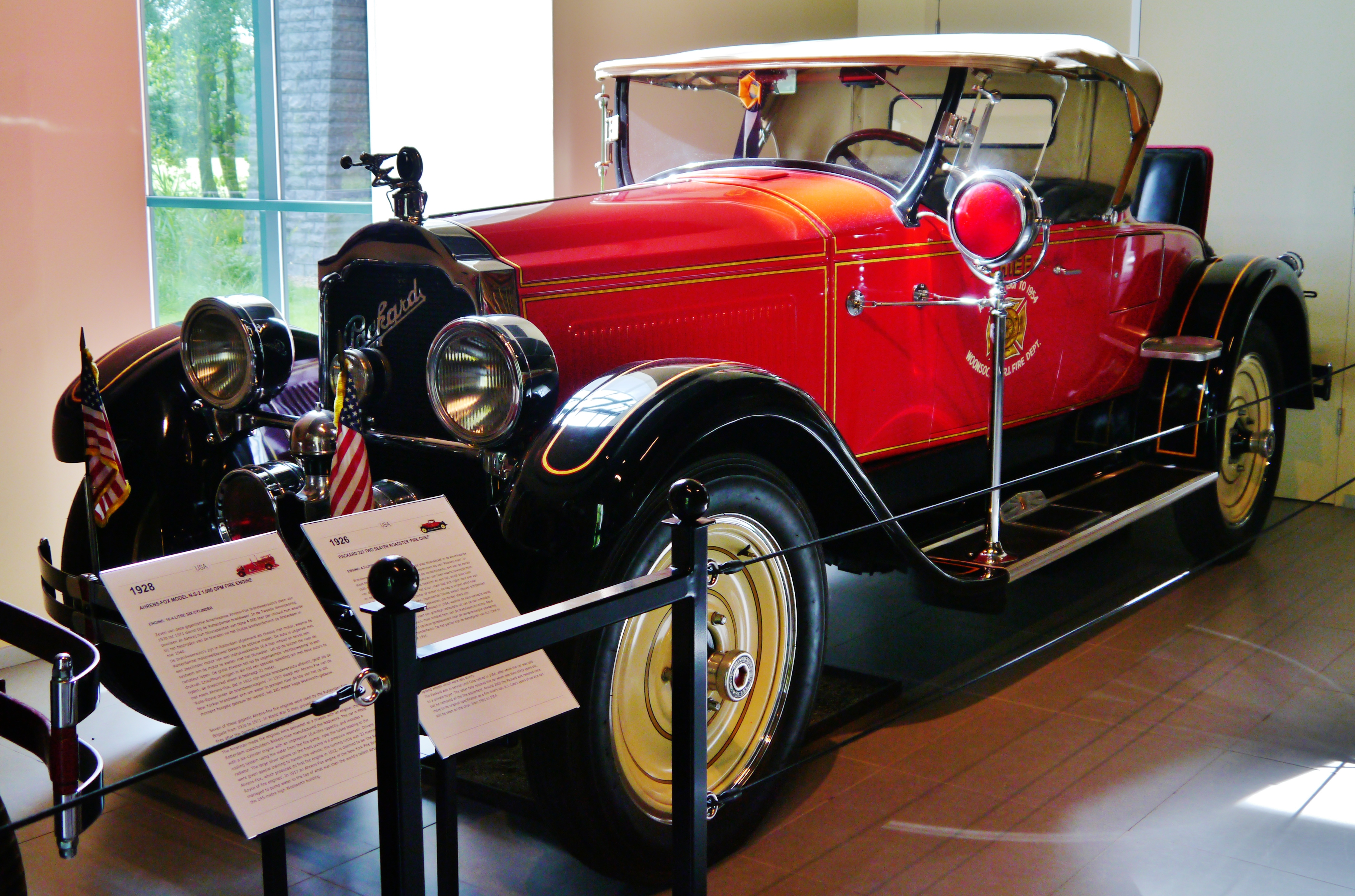
Packard Six 223 Roadster (1926)
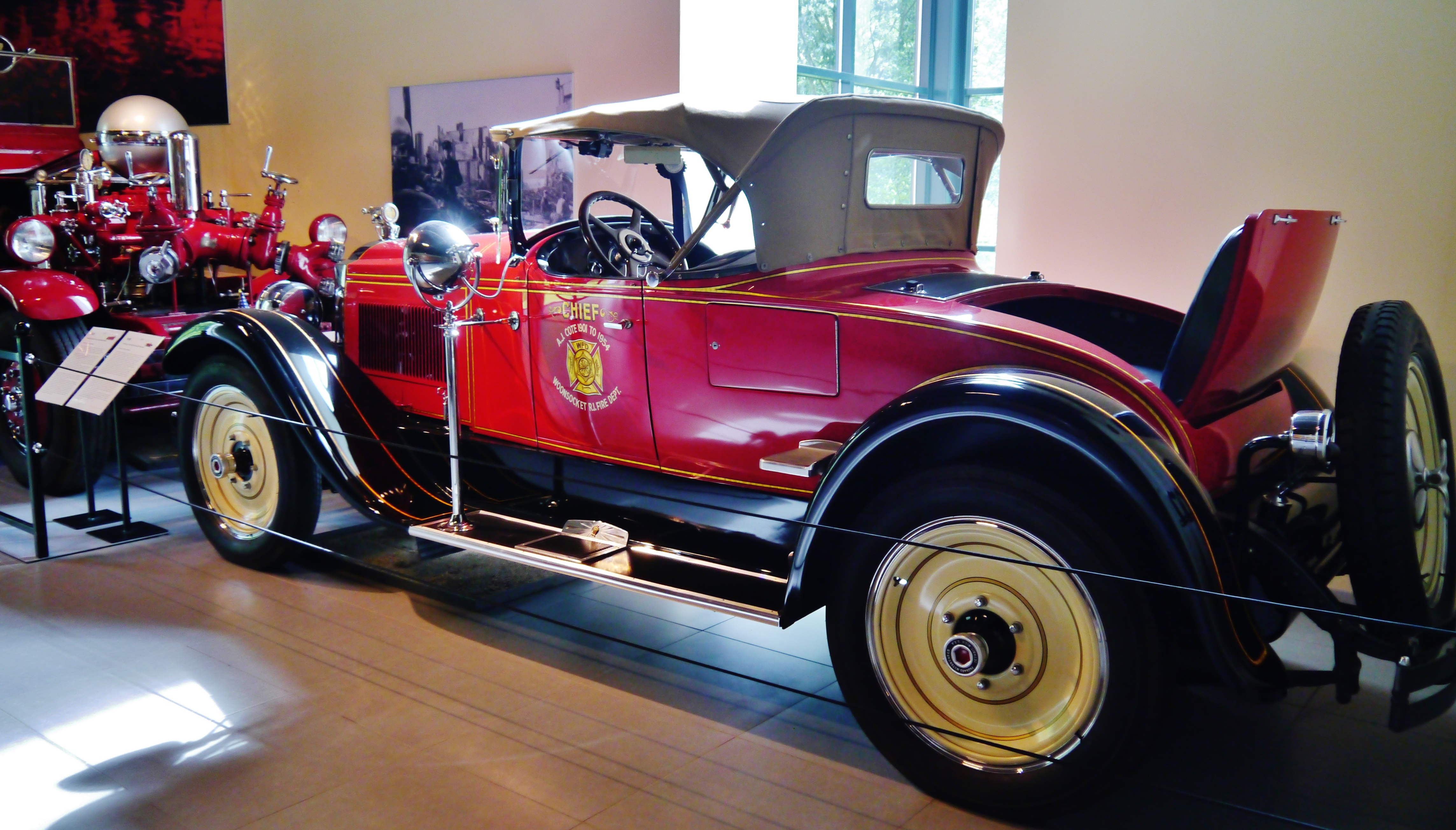
(Vista trasera)
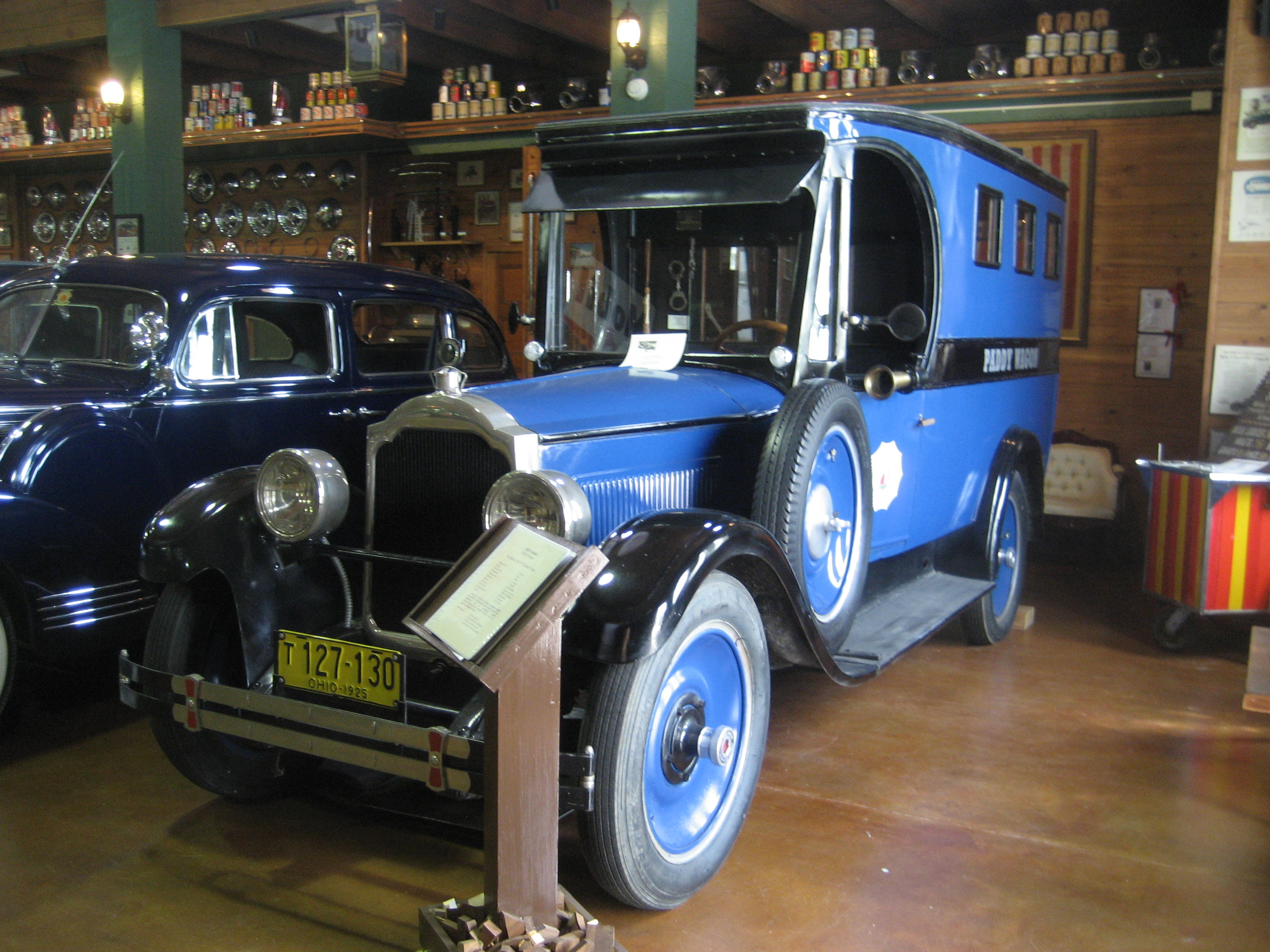
Packard Six 333 Camioneta (1925)

- Serie 1 (Single Six): series 110, 116, 126, 133 ...
- Serie 2 (Six): series 223, 226, 233 ...
- Serie 3 (Six): series 326, 333 ...
- Serie 4 (Six): series 426, 433 ...
- Serie 5 (Six): series 526, 533 ...

### Packard Six (1937-1939)
Packard comercializó este modelo de seis cilindros de nuevo en 1937, con frenos hidráulicos en las cuatro ruedas. Se vendieron 84,450 copias en 3 años.

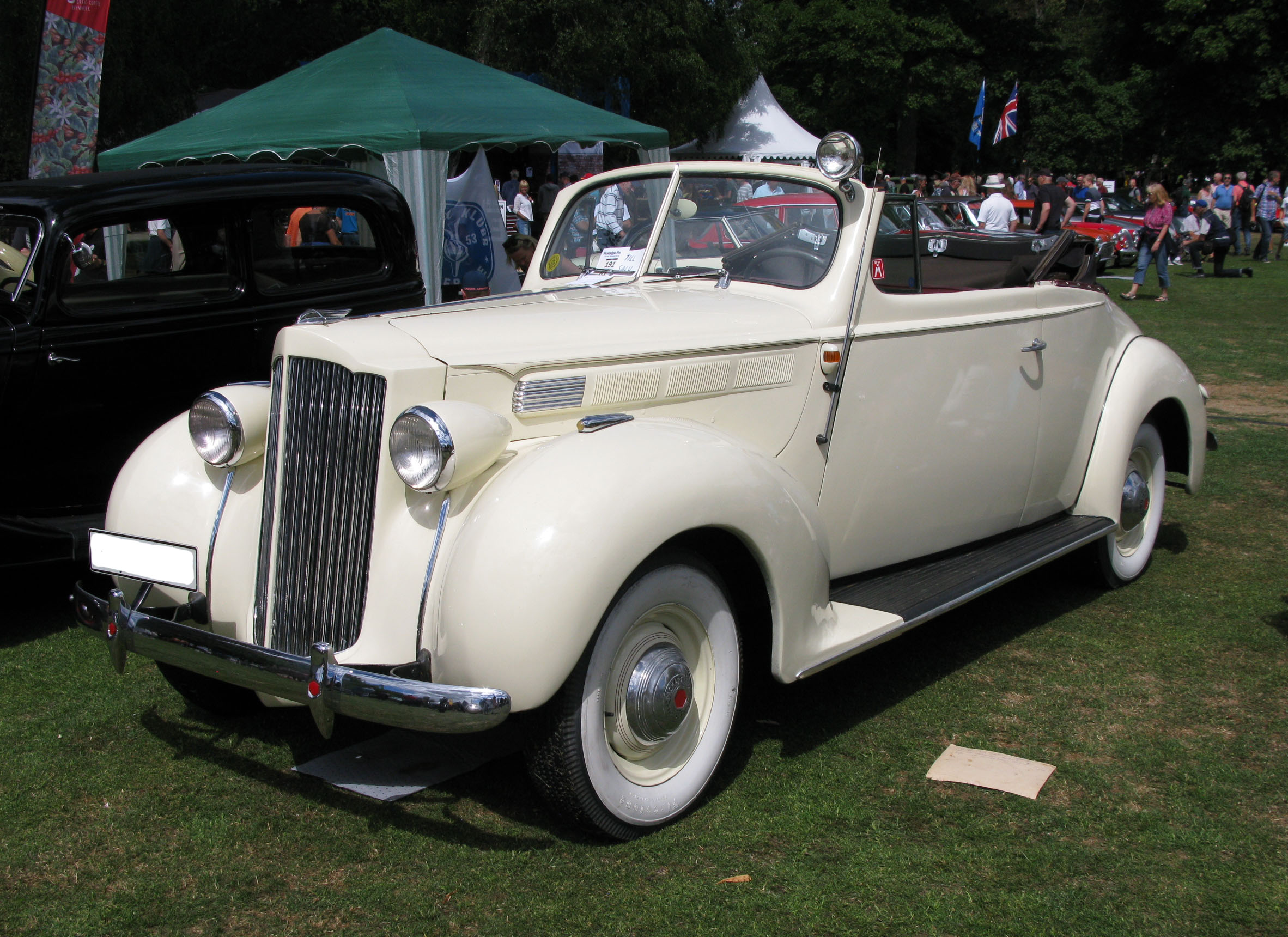
Packard Six Cupé Cabriolet (1938)
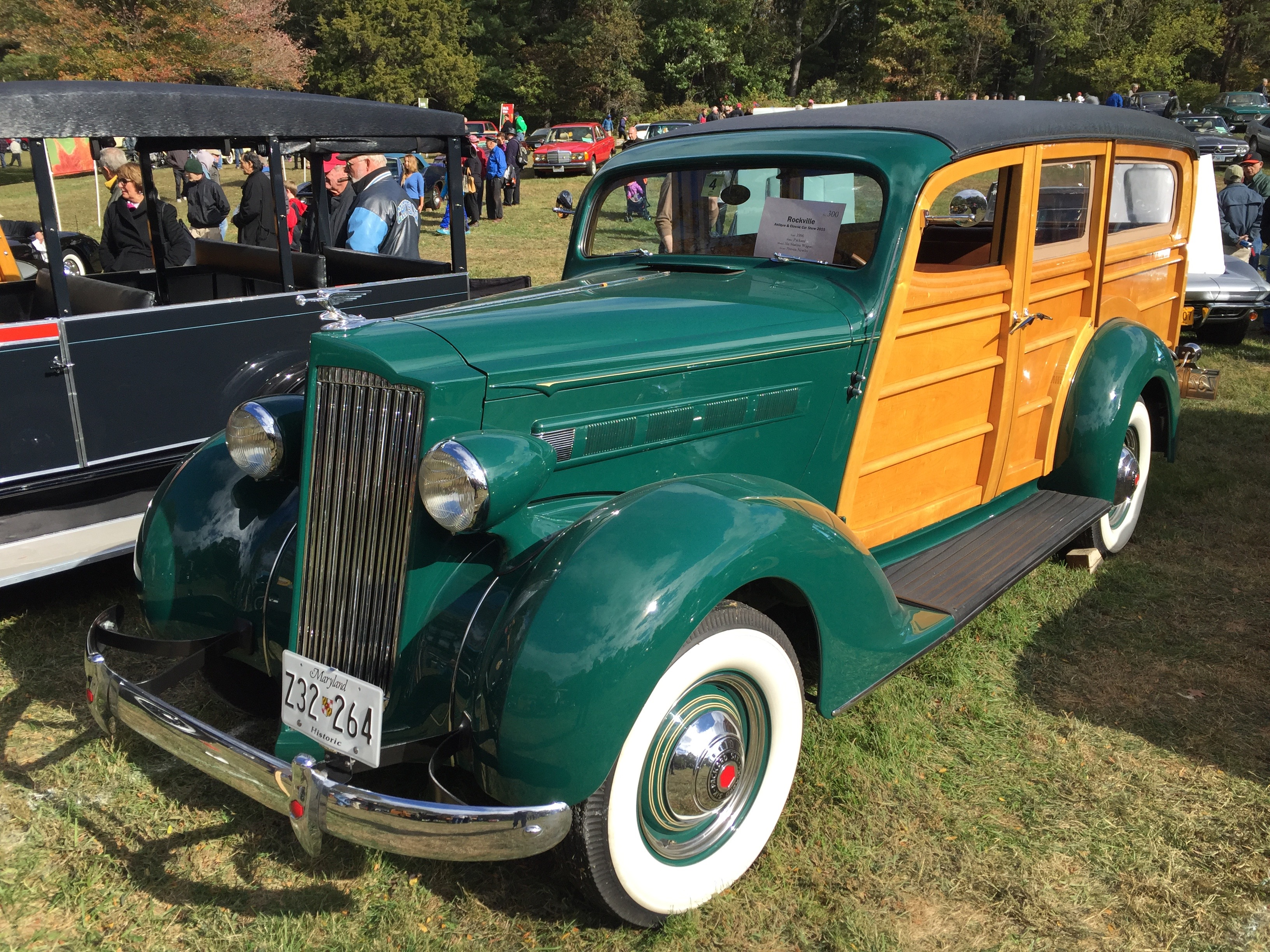
Packard Six 115C (1937)
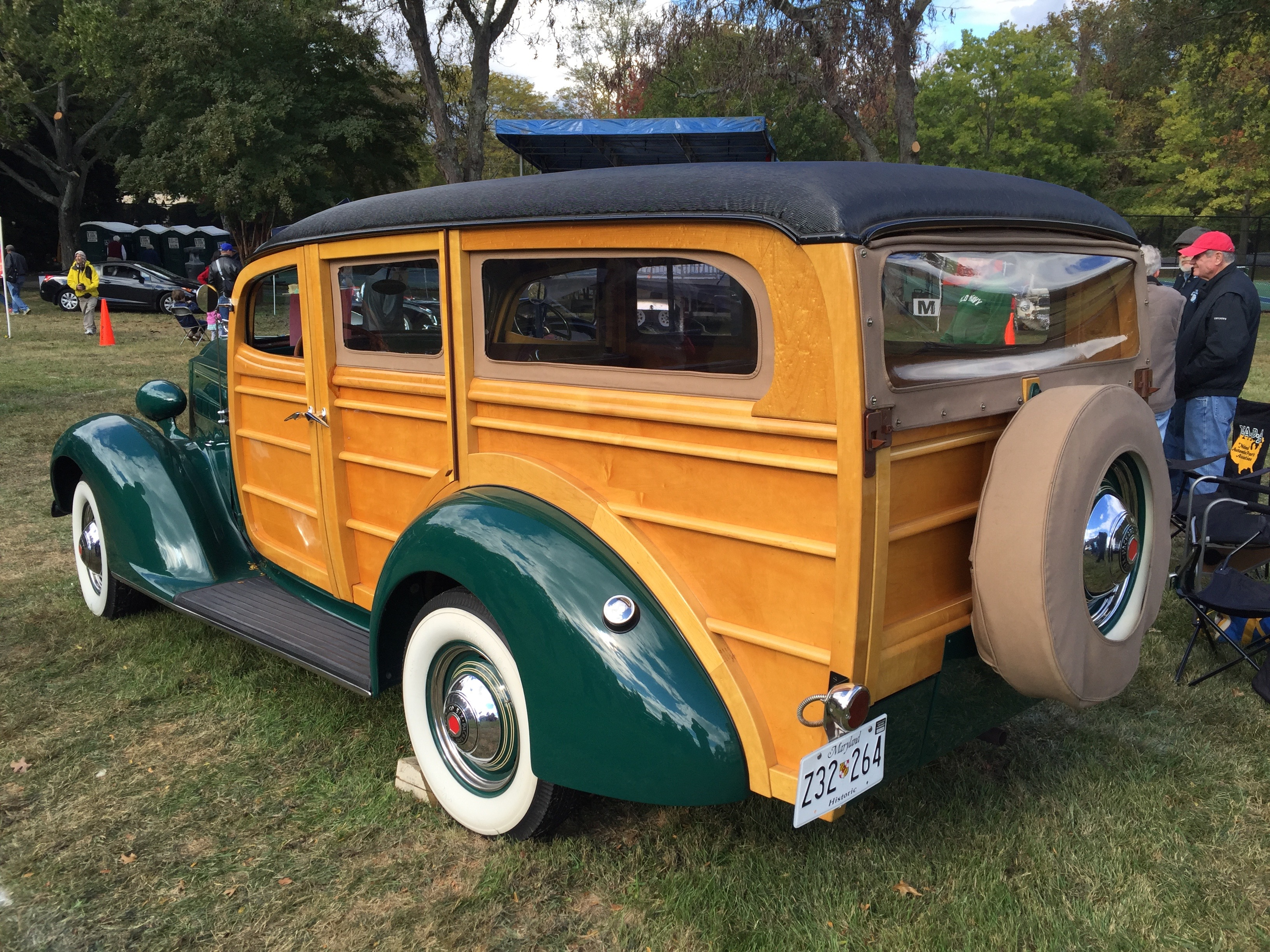
(Vista trasera)
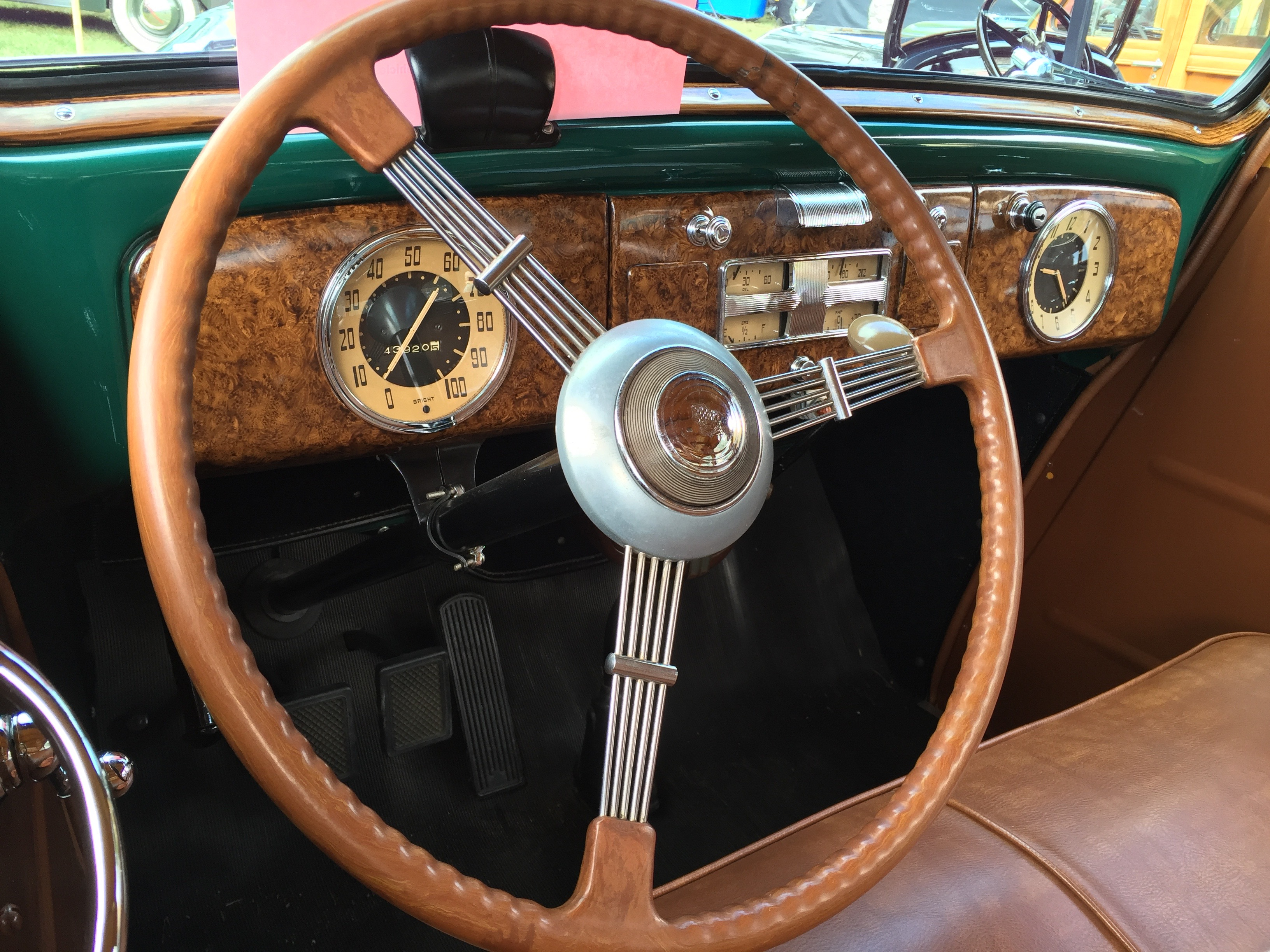
(Interior)
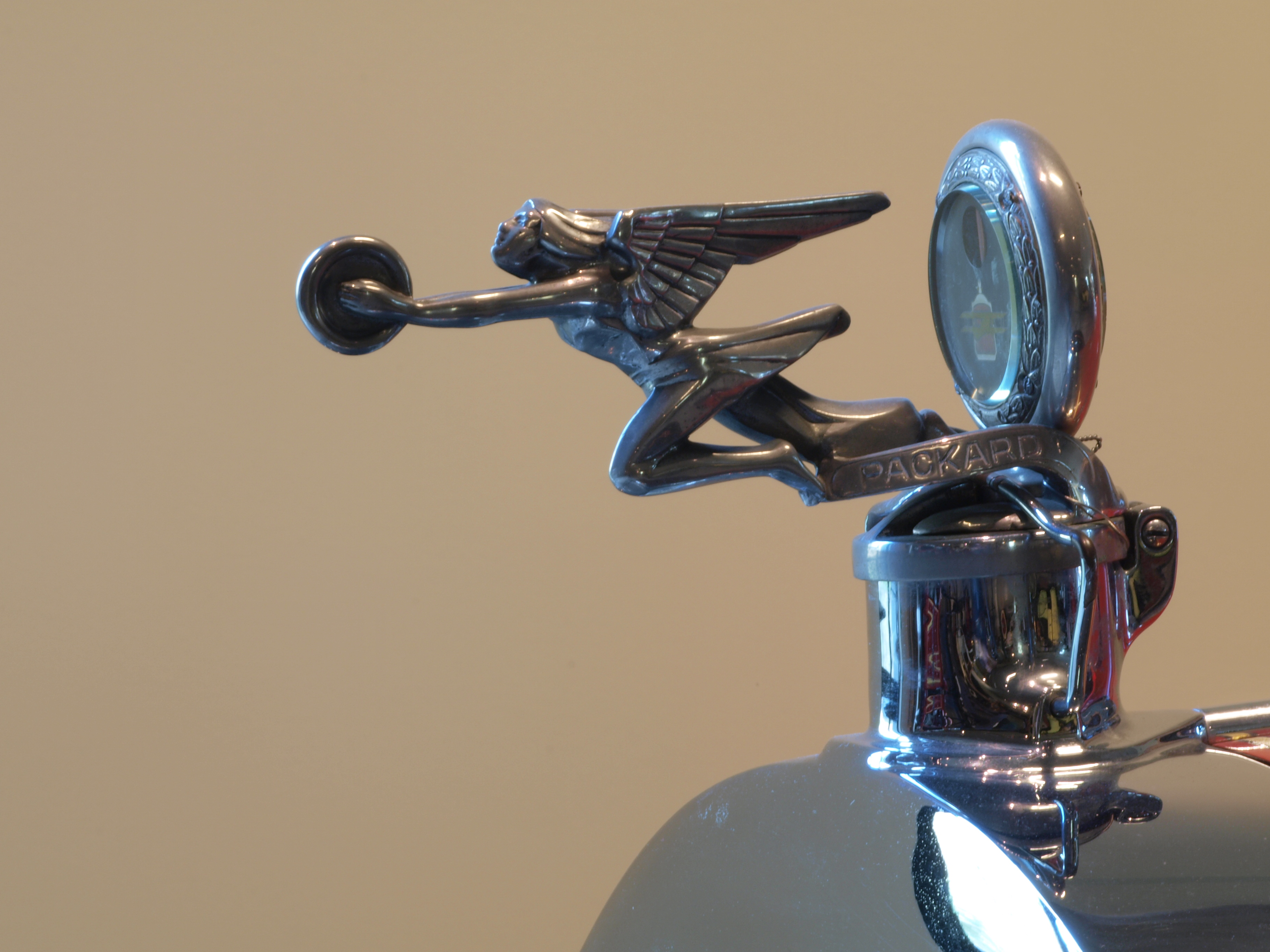
Adorno de capó

### Packard Six One-Ten (1941-1942)
Este último modelo del Packard Six (también denominado "Packard 110", o "Packard One-Ten") se comercializó desde 1941 hasta 1942, cuando se prohibió la producción de vehículos civiles en los Estados Unidos tras la escasez de materias primas causada por el esfuerzo bélico motivado por la Segunda Guerra Mundial.

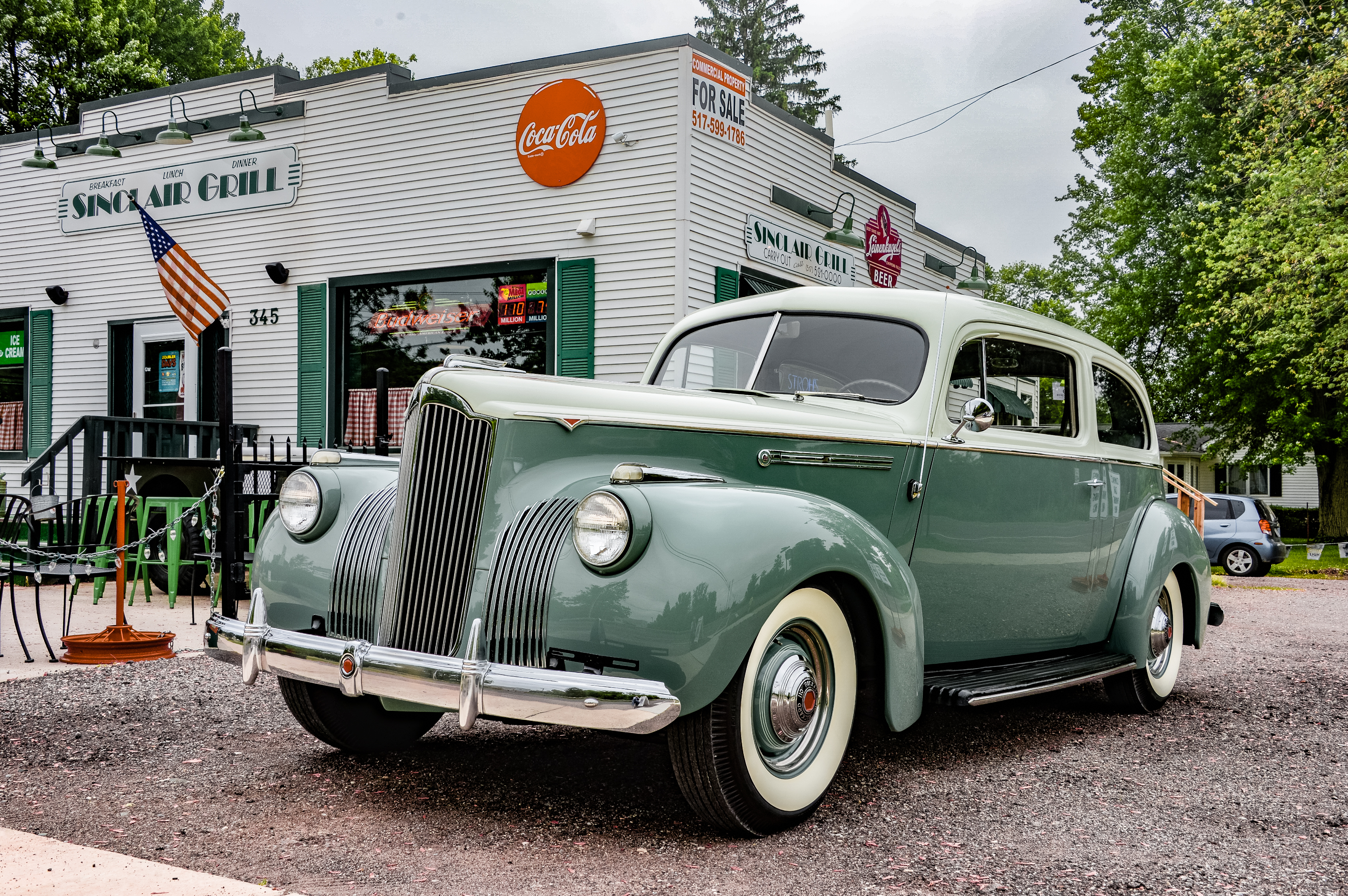
Packard 110 Touring Sedan (1941)
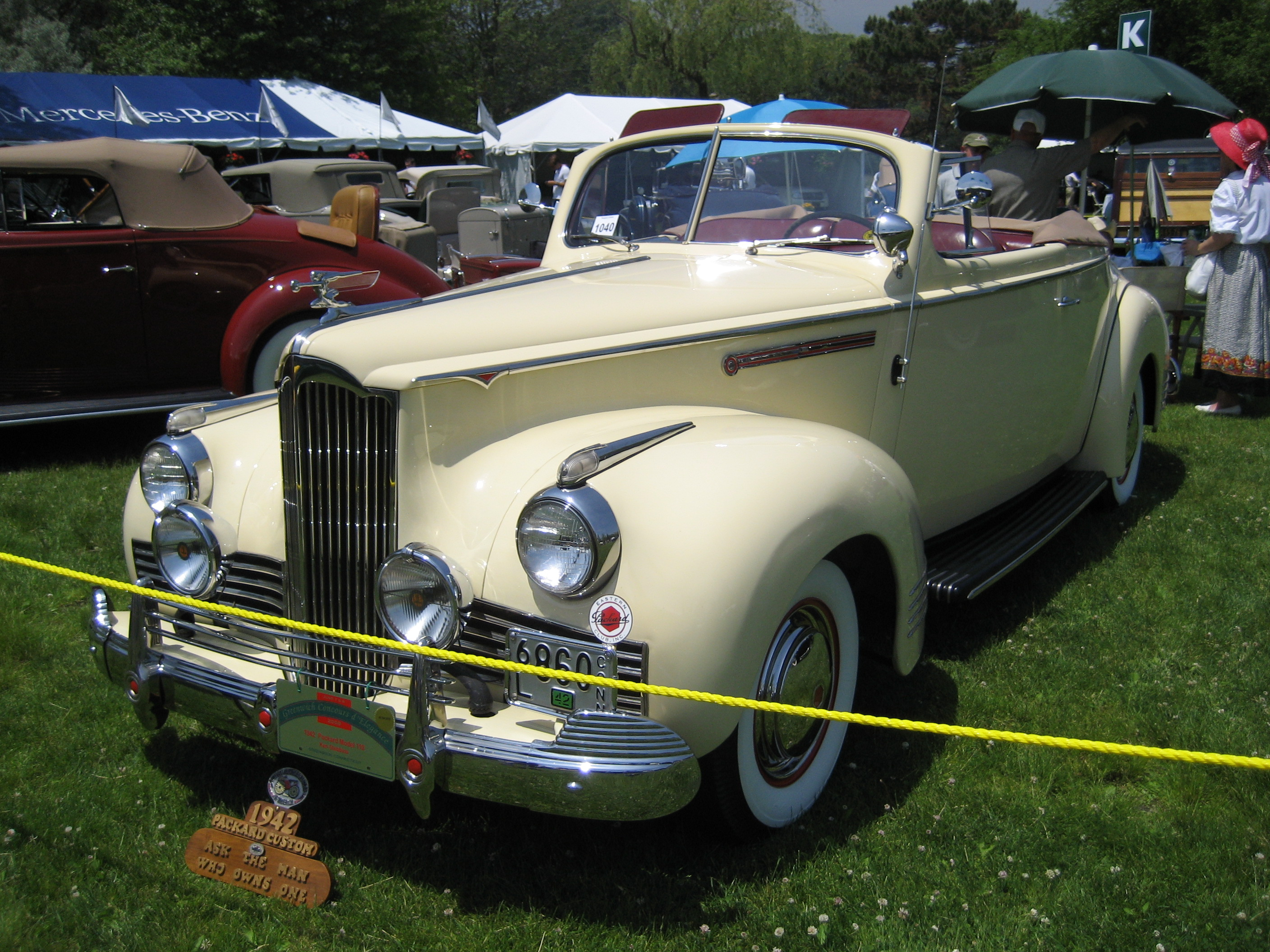
Packard Six 110 (1942)
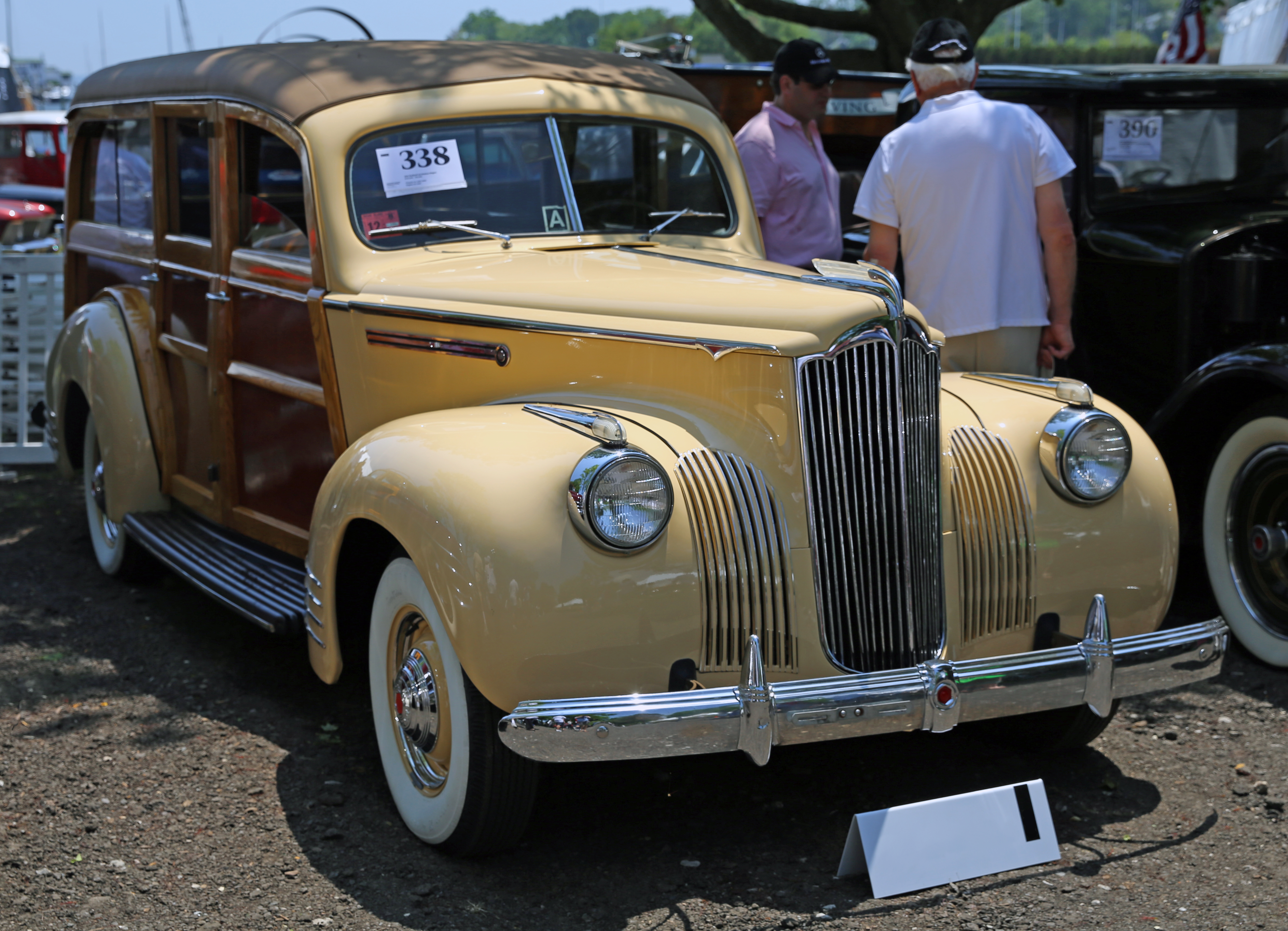
Packard Six 110 Deluxe con carrocería maderada (1941)
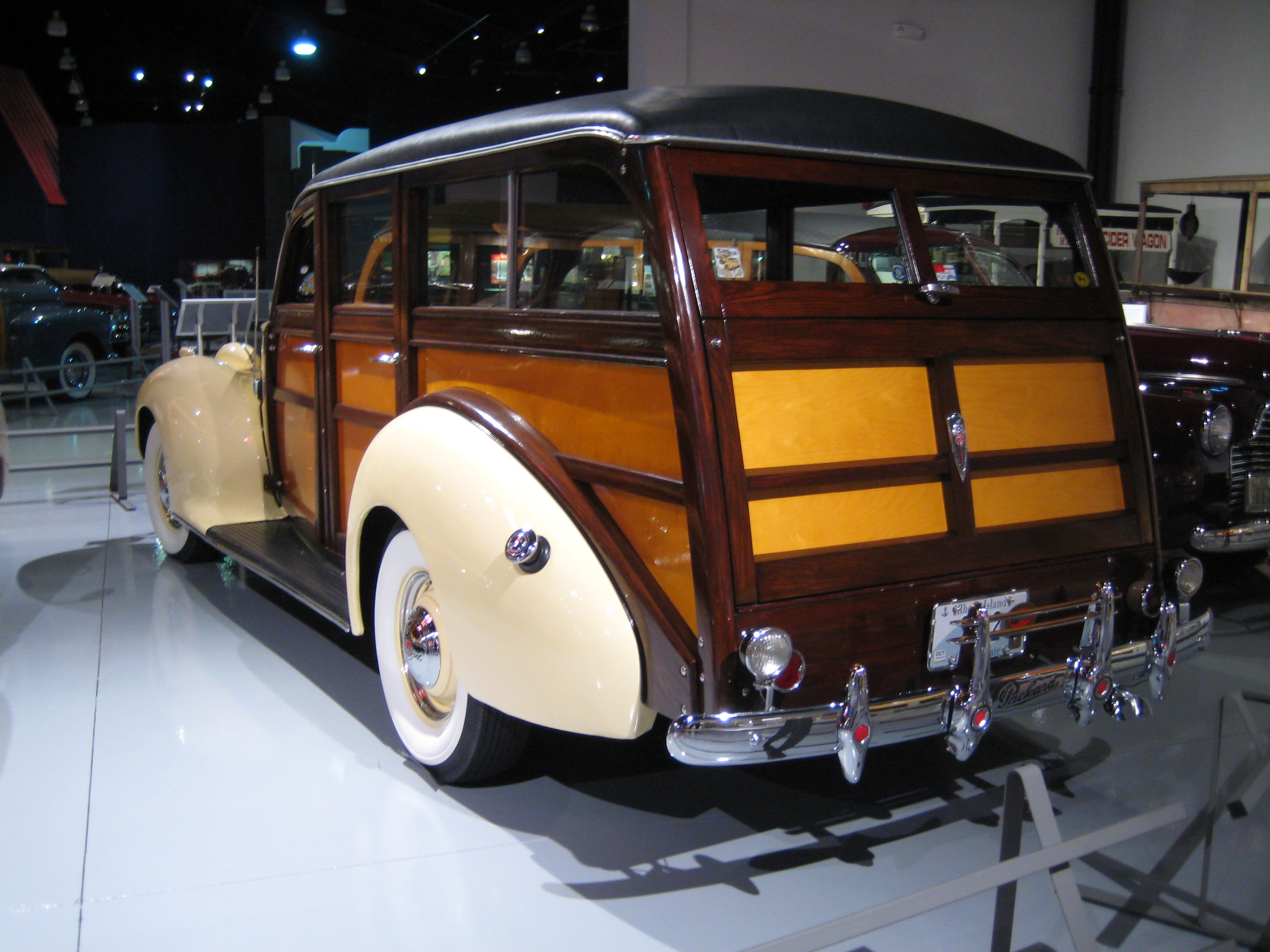
Packard Six 110 Deluxe con carrocería maderada (1941)
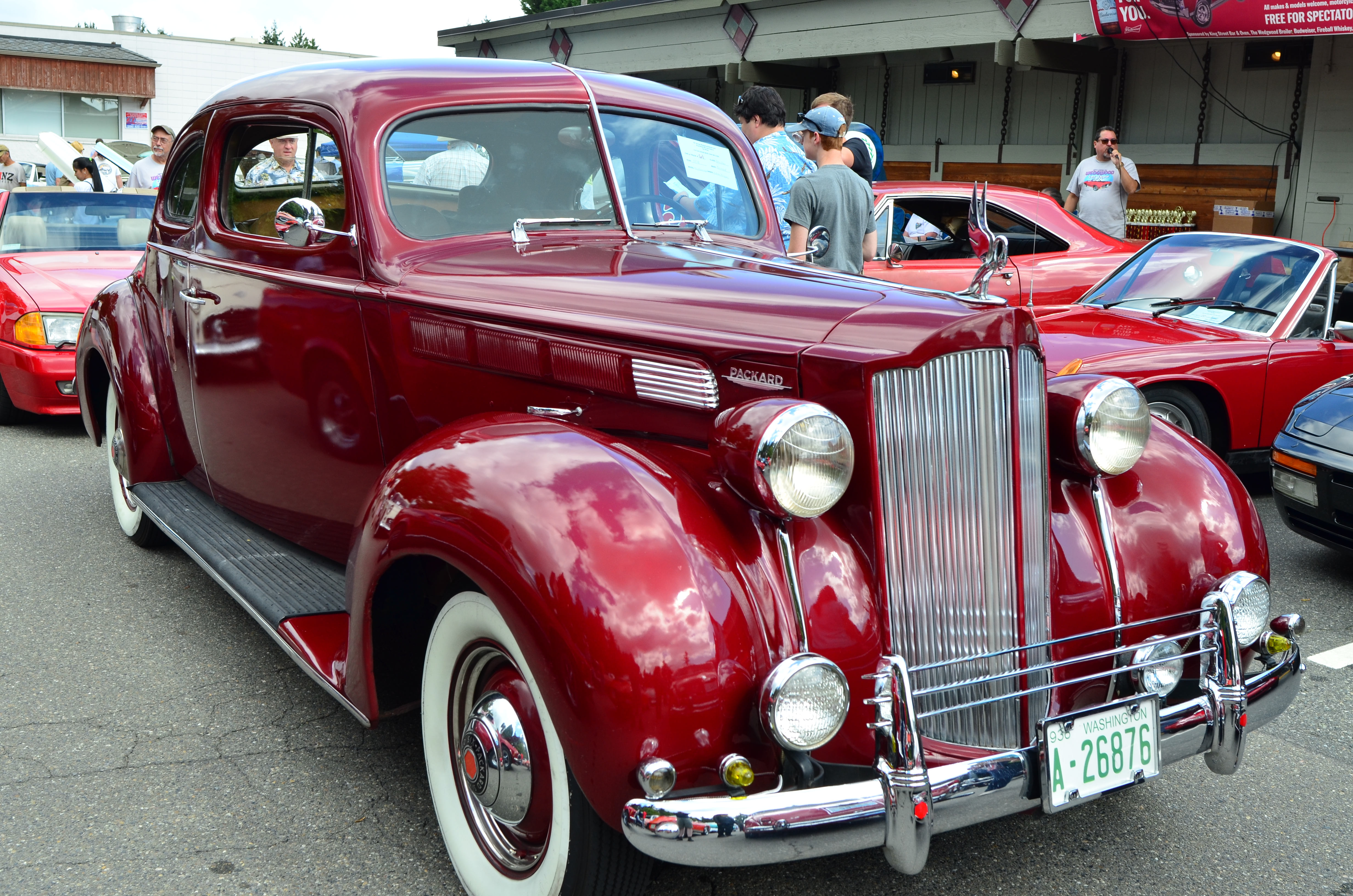
Packard Six Opera Cupé (1938)